# Kozatske (Odesa)
Kozatske  (ucraniano: Козацьке) es una localidad del Raión de Podilsk en el Óblast de Odesa de Ucrania. Según el censo de 2001, tiene una población de 635 habitantes.